# 細川淳矢
細川 淳矢（ほそかわ じゅんや、1984年6月24日 - ）は、埼玉県出身の元サッカー選手、サッカー指導者。ポジションはディフェンダー（DF）。

## 来歴
2003年、仙台大学に進学。2005年の天皇杯でベガルタ仙台と対戦経験し、1アシストを記録した。2006年8月に仙台大学からJリーグ特別指定選手としてベガルタ仙台に登録された。
2007年から正式に仙台に入団。2008年2月6日夜、延岡市でのキャンプ中に、金子慎二、富田晋伍、一柳夢吾と共に酒に酔って一般人の車を傷つけるという不祥事を起こした。騒ぎを聞きつけた手倉森監督が駆け付け、その場で示談が成立し、被害届は出されなかった。関わった選手には3か月の減俸が課せられた。
本職はセンターバックであったが、渡辺広大・エリゼウなどがいた為出場機会に恵まれなかった。2010年のナビスコ杯・準々決勝、ジュビロ磐田との第1戦で朴柱成と交代してサイドバックとして出場。太田吉彰のゴールをアシストし、リーグ戦でベンチ入りする機会も得た。2011年も層の薄いサイドバックでプレーし出場機会を増やしたが、契約満了となり退団した。
2012年8月14日、8か月経過によりJFAの移籍リストから抹消されたが、9月に水戸ホーリーホック入団が決定した。第39節の松本山雅FC戦で、ヘディングでプロ初ゴールを決めた。
2013年の天皇杯3回戦では、古巣であるベガルタ仙台から先制ゴールを決めたが、チームはその後追いつかれ、PK戦の末敗れた。
2021年シーズン、試合に出られない日々が続く中、5月17日、練習試合の最中に負傷。右肩関節亜脱臼の診断を受ける。この年、リーグ戦出場数は7にとどまり、シーズン終盤に契約期間満了の通告を受ける。
2022年より、10年在籍した水戸を離れてFC今治に完全移籍。
同年11月18日、FC今治は契約期間の満了と来シーズンの契約を行わないことを発表。
同年11月29日、カンセキスタジアムとちぎで行われたJリーグ合同トライアウトに出場した。
2023年1月15日に現役引退と水戸ホーリーホックのクラブリレーションコーディネーター就任を発表。
2025年、水戸ホーリーホックトップチームのコーチに就任。

## エピソード
- 元チームメイトの赤嶺真吾と仲が良い。
- 仙台と契約満了後は、香港のチームに練習参加するが、Jリーグ合同トライアウトで傷めていた右前十時靭帯を断裂してしまい、オファーを断わった。その後は、仙台のクラブハウスを借りながらリハビリに努め、主力の移籍や怪我でDFが手薄となっていた水戸ホーリーホックに途中加入することとなった[8]。

## 所属クラブ
- 大芦サッカー少年団
- 1997年 - 1999年 鴻巣市立吹上中学校
- 2000年 - 2002年 武南高等学校
- 2003年 - 2006年 仙台大学
  - 2006年  ベガルタ仙台 (特別指定選手)
- 2007年 - 2011年  ベガルタ仙台
- 2012年9月 - 2021年  水戸ホーリーホック
- 2022年  FC今治

## 個人成績
| 国内大会個人成績 | 国内大会個人成績 | 国内大会個人成績 | 国内大会個人成績 | 国内大会個人成績 | 国内大会個人成績 | 国内大会個人成績 | 国内大会個人成績 | 国内大会個人成績 | 国内大会個人成績 | 国内大会個人成績 | 国内大会個人成績 |
| 年度             | クラブ           | 背番号           | リーグ           | リーグ戦         | リーグ戦         | リーグ杯         | リーグ杯         | オープン杯       | オープン杯       | 期間通算         | 期間通算         |
| 年度             | クラブ           | 背番号           | リーグ           | 出場             | 得点             | 出場             | 得点             | 出場             | 得点             | 出場             | 得点             |
| 日本             | 日本             | 日本             | 日本             | リーグ戦         | リーグ戦         | リーグ杯         | リーグ杯         | 天皇杯           | 天皇杯           | 期間通算         | 期間通算         |
| ---------------- | ---------------- | ---------------- | ---------------- | ---------------- | ---------------- | ---------------- | ---------------- | ---------------- | ---------------- | ---------------- | ---------------- |
| 2005             | 仙台大           | 3                | -                | -                | -                | -                | -                | 2                | 0                | 2                | 0                |
| 2006             | 仙台             | 32               | J2               | 2                | 0                | -                | -                | 0                | 0                | 2                | 0                |
| 2007             | 仙台             | 32               | J2               | 1                | 0                | -                | -                | 1                | 0                | 2                | 0                |
| 2008             | 仙台             | 4                | J2               | 3                | 0                | -                | -                | 0                | 0                | 3                | 0                |
| 2009             | 仙台             | 4                | J2               | 0                | 0                | -                | -                | 0                | 0                | 0                | 0                |
| 2010             | 仙台             | 4                | J1               | 0                | 0                | 2                | 0                | 0                | 0                | 2                | 0                |
| 2011             | 仙台             | 4                | J1               | 3                | 0                | 1                | 0                | 1                | 0                | 5                | 0                |
| 2012             | 水戸             | 34               | J2               | 7                | 1                | -                | -                | 1                | 0                | 8                | 1                |
| 2013             | 水戸             | 24               | J2               | 39               | 1                | -                | -                | 2                | 1                | 41               | 2                |
| 2014             | 水戸             | 24               | J2               | 10               | 0                | -                | -                | 1                | 0                | 11               | 0                |
| 2015             | 水戸             | 24               | J2               | 32               | 1                | -                | -                | 2                | 0                | 34               | 1                |
| 2016             | 水戸             | 24               | J2               | 35               | 2                | -                | -                | 0                | 0                | 35               | 2                |
| 2017             | 水戸             | 24               | J2               | 37               | 0                | -                | -                | 0                | 0                | 37               | 0                |
| 2018             | 水戸             | 24               | J2               | 40               | 0                | -                | -                | 0                | 0                | 40               | 0                |
| 2019             | 水戸             | 24               | J2               | 28               | 1                | -                | -                | 0                | 0                | 28               | 1                |
| 2020             | 水戸             | 24               | J2               | 24               | 0                | -                | -                | -                | -                | 24               | 0                |
| 2021             | 水戸             | 24               | J2               | 7                | 0                | -                | -                | 0                | 0                | 7                | 0                |
| 2022             | 今治             | 34               | J3               | 3                | 0                | -                | -                | 0                | 0                | 3                | 0                |
| 通算             | 日本             | 日本             | J1               | 3                | 0                | 3                | 0                | 1                | 0                | 7                | 0                |
| 通算             | 日本             | 日本             | J2               | 265              | 6                | -                | -                | 7                | 1                | 272              | 7                |
| 通算             | 日本             | 日本             | J3               | 3                | 0                | -                | -                | 0                | 0                | 3                | 0                |
| 通算             | 日本             | 日本             | 他               | -                | -                | -                | -                | 2                | 0                | 2                | 0                |
| 総通算           | 総通算           | 総通算           | 総通算           | 271              | 6                | 3                | 0                | 10               | 1                | 284              | 7                |

- 2006年は特別指定選手として出場

- Jリーグ初出場 - 2006年11月26日 J2第51節 東京ヴェルディ1969戦（国立）
- Jリーグ初得点 - 2012年10月21日 J2第39節 松本山雅FC戦（松本）

## 選抜歴
- 2006年 北海道・東北選抜
- 2006年 全日本大学選抜

## 指導歴
- 2023年 - 水戸ホーリーホック
  - 2023年 - 2024年 スクールコーチ
  - 2025年 - トップチーム コーチ